# 白水寺石佛
白水寺石佛位于北京市房山区歇山岗半山腰上。其寺已不存，惟留无梁殿及其中的三尊石佛，石佛分别为释迦牟尼、阿难和摩诃迦叶造像，造形古朴，高五米左右，是北京现存元明时期最大的石雕像，被列为北京市文物保护单位。

## 概况
白水寺始建年代不详，原为小型土木建筑寺庙，明景泰、成化年间曾重修，但在嘉靖年间的山火中化为灰烬，仅留其中的三尊石佛。万历四年，常缘和尚重修该寺，为了防止再遭山火，采用当地生产的花岗岩建造了无梁殿，将石佛容纳其中。今日，原白水寺的弥勒殿、禅堂、山门、钟楼等建筑都毁坏无存，只有无梁殿和其中的三座石佛仍然完好无损。
无梁殿是一座仿亭阁式无梁建筑。外观上下两层，石檐飞翘，檐角饰石雕朝凤。石檐之上，阁体向内递缩，承托着精美的石制阁顶，顶上的石檐与下部石檐相映成势。阁内的三尊石佛也由花岗石雕刻而成，背北面南，合掌垂目，立于盘形石雕莲花座上。中间为释迦牟尼，左为阿难，右为伽叶。二侍稍前，体稍内倾，作侍奉状。其中释迦牟尼石像高5.8米，阿难、伽叶像比释迦牟尼像稍矮。释迦牟尼二目低垂，螺发，面部丰满圆润，两耳垂肩，神态安详庄重。掌心朝天，左手平托右手于胸际。正披袈裟，两襟挂两小臂直垂而下。阿难袒右，合掌弯指，袈裟左襟挂左小臂于胸中心线下垂至膝。伽叶袒左，双手合十。三尊石佛线条清晰，衣纹流畅，造型古朴，是古代石雕艺术中的珍品。
对于白水寺大佛的建造时间尚有争议，据白水寺重修年代推断，石佛的年代不会晚于明朝景泰年间。有关专家持两种不同观点：一种观点是，白水寺石佛具有较为典型的金代造像特征，石佛面部造型与山西华严寺金代石佛非常相似，而石佛所踏莲花座上雕刻的忍冬纹则与大房山金陵御路上雕刻的忍冬纹相同；另一种观点认为，石佛的造型粗犷高大，是典型的元代艺术。1990年代之后，燕山办事处筹集资金对现存石阁作了维持原貌的保护性修缮，重建了白水寺石桥，在山顶修建了虎云亭，筹建了蓄水池，移栽了大量植物，形成了白水寺森林公园。